# Clarion County
Clarion County är ett administrativt område i delstaten Pennsylvania i USA. År 2010 hade countyt 39 988 invånare. Den administrativa huvudorten (county seat) är Clarion. Staden och countyt är döpt efter Clarion River.

## Politik
Clarion County tenderar att rösta på republikanerna i politiska val.
Republikanernas kandidat har vunnit rösterna i countyt i samtliga presidentval sedan valet 1968. Totalt har demokraternas kandidat endast vunnit countyt i två presidentval sedan 1920, nämligen 1932 och 1964. I valet 2016 vann republikanernas kandidat med 71,2 procent av rösterna mot 24,2 för demokraternas kandidat, vilket är den största segermarginalen i countyt för en presidentkandidat genom alla tider.

## Geografi
Enligt United States Census Bureau har countyt en total area på 1 577 km². 1 559 km² av den arean är land och 17 km² är vatten.

### Angränsande countyn
- Forest County - nord
- Jefferson County - öst
- Armstrong County - syd
- Butler County - sydväst
- Venango County - väst

### Orter
- Callensburg
- Clarion (huvudort)
- East Brady
- Emlenton (delvis i Venango County)
- Foxburg
- Hawthorn
- Knox
- New Bethlehem
- Rimersburg
- St. Petersburg
- Shippenville
- Sligo
- Strattanville